# Bombenattentat in Bagdad am 3. Juli 2016
Das Bombenattentat in Bagdad am 3. Juli 2016, bei dem nach amtlichen Angaben 324 Menschen ihr Leben verloren, ereignete sich im Stadtviertel Karrada von Bagdad.

## Tathergang
Bei der Explosion einer Autobombe in einem Kühllastwagen kurz nach Mitternacht Ortszeit gerieten einige umliegende Häuser mit Geschäften in Brand. Es wurden mindestens 280 Menschen getötet und mehr als 200 weitere verletzt. Eine Vielzahl von Menschen war nach der Explosion in brennenden Gebäuden eingeschlossen und verbrannte dadurch lebendig. Unter den Opfern befanden sich viele Kinder. Etwa 50 Leichen waren so verbrannt, dass sie nicht mehr identifizierbar sind. Das Attentat galt den schiitischen Bewohnern des Viertels, die vor dem Fest zum Ende des Fastenmonats Ramadan ihre Einkäufe erledigten. Zu der Tat bekannte sich der IS.
Bei einer weiteren Explosion im Schiiten-Viertel Al-Shaab sollen neun Menschen getötet und elf weitere verletzt worden sein. Bislang unklar ist, ob es sich um einen Bombenanschlag oder einen Unfall handelte.
| Nationalität | Tote | Verletzte | Beleg  |
| ------------ | ---- | --------- | ------ |
| Irak         | 280  | über 200  | [ 10 ] |

## Reaktionen
Wenige Tage zuvor hatten sich der Terroranschlag in Istanbul am 28. Juni 2016 und die Geiselnahme in Dhaka am 1. Juli 2016 ereignet. In Bagdad handelte es sich um das bis dato folgenschwerste Attentat des Jahres 2016.
Der irakische Ministerpräsident Haider al-Abadi erschien vor Ort, musste sich aber vor der aufgebrachten Menschenmenge und Steinwürfen rasch zurückziehen. Das Weiße Haus erklärte, man stünde auf der Seite des irakischen Volkes und werde den IS weiterhin bekämpfen. al-Abadi rief eine 3-tägige Staatstrauer für die Opfer aus.
Der irakische Innenminister Mohammed al-Ghabban bot nach dem schweren Anschlag seinen Rücktritt an.
Der iranische Außenminister Mohammad Javad Zarif sprach den Familien der Opfer und der irakischen Regierung sein Beileid aus. Er sagte: „Wir sollten nicht und wollen nicht ruhen, bis diejenigen hinter dem Terror von Istanbul, Dhaka, und jetzt Bagdad und ihrer Ideologie besiegt wurden.“